# Reprezentacja Sahary Zachodniej w piłce nożnej mężczyzn
Piłkarska reprezentacja Sahary Zachodniej w piłce nożnej – zespół, reprezentujący Saharę Zachodnią. Nie należy do Afrykańskiej Konfederacji Piłkarskiej (CAF) ani do Międzynarodowej Federacji Piłki Nożnej (FIFA), lecz do NF-Board.
W 1988 roku przegrali 2–3 z francuskim klubem Le Mans FC. Oprócz tego rozegrali jeszcze kilka meczów towarzyskich, między innymi w 1984 roku z kilkoma klubami z Algierii; w 1986, 1994 i 1987 roku w Hiszpanii oraz w 1994 roku we Włoszech. Stadion reprezentacji nazywa się "Stade El Aaiún" (1500 miejsc).